# خشونة هيدروليكية

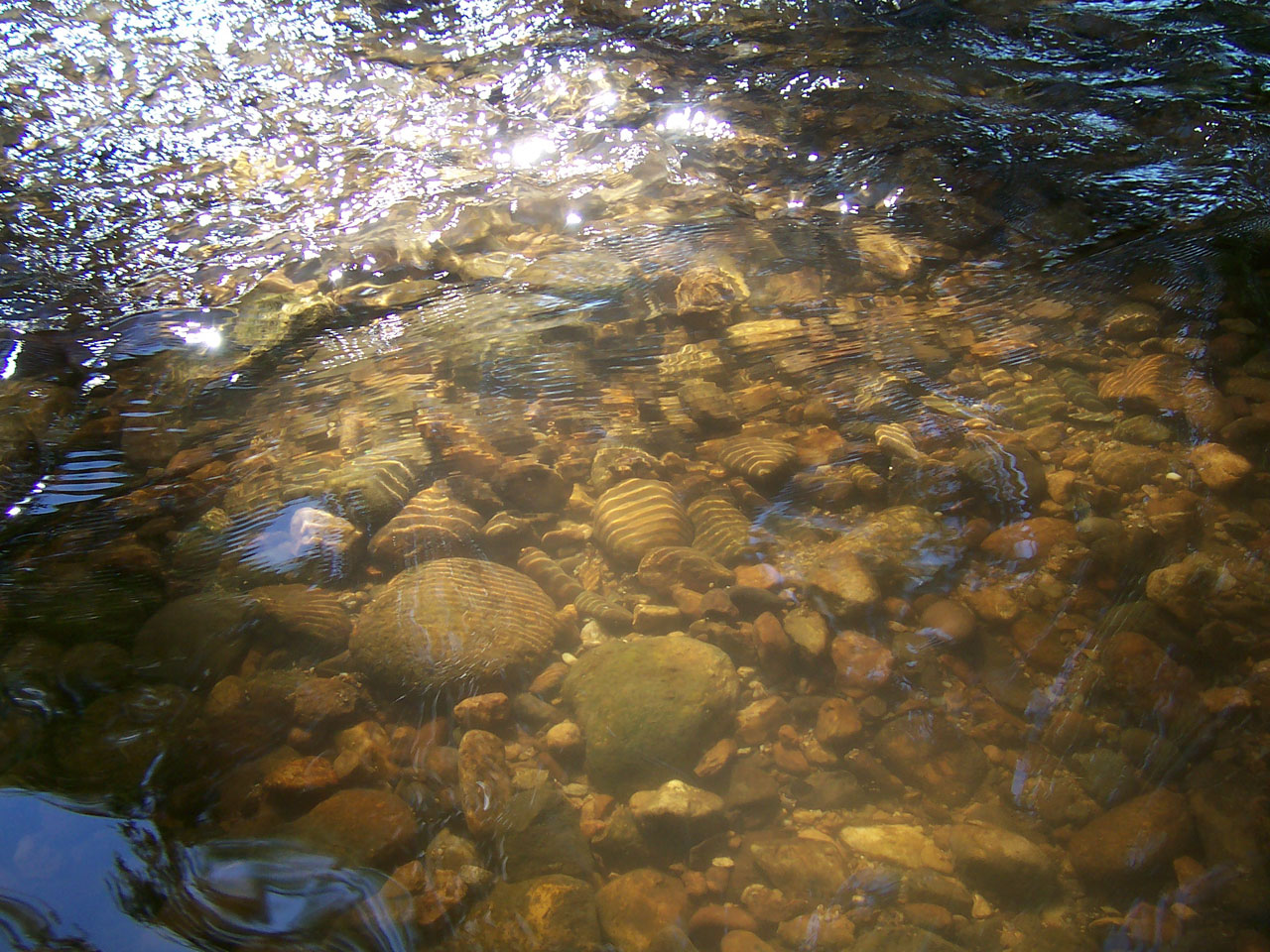

الخشونة الهيدروليكية هي قياس مقدار المقاومة الاحتكاكية التي تتعرض لها المياه عندما تمر فوق الأرض وميزات القناة.
ويكون معامل خشونة واحد هو Manning's n-value. وسوف تسبب الزيادة في قيمة n انخفاضًا في سرعة المياه المتدفقة عبر السطح.